# 月潮間隔
月潮間隔，也被稱為月潮間隙。它代表了某地區從月亮過中天開始，直到下一次滿潮的間隔時間。 潮汐主要是受到月球的重力影響，因此理論上滿潮應發生在月亮經過天頂時。 但實際上由於許多複雜因素，造成滿潮時間較理論值來的晚。

## 月潮間隔的計算
月潮間隔因時因地各有不同。 但若對同一地點來說，它的平均值是固定值。因此，只要了解某地的月潮間隔，就可以預測該處的潮汐變化。
若掌握某地的月升、月落及滿潮時分，就可得知該處的月潮間隔之近似值。 這些資料，可由所在位置的經緯度坐標或當地氣象局得知。
- 首先，必須得知月球過中天的時間。北半球，這將是月球在當天最南位置的時刻。[1]

- 下一步利用潮汐表，找出同一地區，下次滿潮的時間。[2]。請留心這兩個時間資料必須是相同的時區或皆轉換為格林尼治標準時間。

- 利用後者減去前者，即可得知月潮間隔。

此數據可提供某些具有潮汐資料功能的手錶來粗略的估計當地的潮汐情形。